# Гуд, Ричард
Ричард Гуд (англ. Richard Goode; 1 июня 1943, Нью-Йорк) — американский пианист.
Учился у Эльвиры Сигети, Клода Франка и Нади Рейзенберг в Маннес-колледже, затем у Рудольфа Серкина и Мечислава Хоршовского в Кёртисовском институте. В 1973 г. выиграл Международный конкурс пианистов имени Клары Хаскил, в 1980 г. стал лауреатом Премии Эвери Фишера. В 1983 г. завоевал премию «Грэмми» за лучшую запись камерной музыки (сонаты Иоганнеса Брамса для кларнета и фортепиано, вместе с кларнетистом Ричардом Штольцманом). Среди других выдающихся музыкантов, с которыми Гуд играл в ансамбле, — в частности, певица Дон Апшоу и скрипач Саша Шнайдер.
Основу репертуара Ричарда Гуда составляют произведения Баха, Моцарта, Шуберта, Шумана, Брамса; особенным признанием пользовались его записи сонат Людвига ван Бетховена.
С 1966 года Гуд преподаёт в Маннес-колледже. Он также является одним из художественных руководителей музыкальной школы Марлборо.